# 邱憲榮
邱憲榮（1949年7月6日—2022年3月24日），藝名邱晨，臺灣詞曲創作者、創作男歌手，丘丘合唱團創團吉他手。代表作包括校園民歌〈小茉莉〉、〈風告訴我〉，以及丘丘合唱團的歌曲〈就在今夜〉、〈為何夢見他〉等。2022年，邱晨身故後獲頒第33屆金曲獎特別貢獻獎，女兒邱安晨代父親領獎。隔年因為被揭發曾涉性侵而惹議。

## 生平

### 早年生活
邱晨出生於臺中東勢客家裔家庭，家中經營旅社，小學六年級時開始迷上了美軍廣播電台的西洋音樂。。初中及高中多次留級，最後在私立新生高級職業補習學校順利完成高中學業。連續兩年大學聯考落榜只好先入伍服役，1973年退伍後，邱晨第三次參加大學聯考，終於考上政治大學新聞系。因此他在同時期的民歌手中年紀較長。
邱晨在就讀初中時開始自己摸索彈吉他，曾閱讀美國該邱斯博士的著作《樂理基礎》自學。就讀政大新聞系時擔任吉他社長，他自譜詞曲寫下包括〈小茉莉〉、〈風告訴我〉、〈看我聽我〉等歌曲。

### 樂壇生涯

#### 校園民歌時期
1977年，邱晨就讀大學四年級時，看到報紙上刊登新格唱片的校園民歌創作徵選，他挑選了十五首創作歌曲投稿，十五首都入選；新格唱片以一首詞曲3500元的價格將歌曲買斷。在第一屆金韻獎紀念專輯的十二首歌中有三首是邱晨的創作，是被收錄最多作品的詞曲作者。他的作品也陸續被收錄在金韻獎歌手的個人專輯中，多數是由陳明韶、包美聖等女歌手所演唱。其中也包括為笠詩社詩人陳秀喜所寫詩作〈青鳥〉、〈山與雲〉譜成的歌曲。
大學畢業後，邱晨任職晚報記者，仍持續創作歌曲。1980年，邱晨在四海唱片發表了第一張個人創作專輯《邱晨的季節》，作為四海唱片「新民風」系列的第一輯。專輯中，以唐朝詩人王維詩作譜曲、由潘麗莉演唱的歌曲〈相思〉獲得金鼎獎作曲獎。邱晨也為海山唱片歌手創作民歌風格的歌曲，包括尤雅演唱的〈白鴿子的天空〉、銀霞演唱的〈花雨傘〉。

#### 丘丘合唱團
由於對當時校園民歌的風格不滿，邱晨離開報社，籌組搖滾曲風的樂團「丘丘合唱團」。1981年，丘丘合唱團正式成立。1982年，由新格唱片發行首張專輯《就在今夜》。專輯中，包括〈就在今夜〉、〈河堤上的傻瓜〉、〈為何夢見他〉等歌曲都是由邱晨創作詞曲。《就在今夜》獲選華視「綜藝100」節目單元「1983年十大暢銷專輯」第七名。丘丘合唱團成名後，邱晨曾遭到把持秀場事業的黑道以尖刀刺傷大腿威脅，唱片公司一再催促出片，邱晨與團員之間則是因彼此對酬勞分配的互不信任而心生嫌隙；最後使得邱晨離開丘丘合唱團。邱晨離開後的丘丘合唱團又發行了兩張專輯，於1984年宣告解散。
2016年邱晨曾向媒體爆料丘丘合唱團主唱金智娟唱功不佳，引起金智娟反駁是老人家亂講話，又爆料邱晨團長的名義都是自己說的。

#### 退居幕後
離開丘丘合唱團之後，1980年代至1990年代，邱晨仍在流行樂壇提供詞曲創作給楊峻榮、李碧華、何篤霖等歌手錄製唱片，其中由駱雨喬原唱的歌曲〈不戀你〉曾被多次翻唱。自2003年起，邱晨多次擔任金曲獎評審。邱晨多年來都拒絕民歌演唱會邀約，因為認為當年民歌都只以國語為主，沒有客語等其他台灣母語並不公平。甚至他認為「『我們來創造民歌』是某主持人、某詩人刻意詮釋的音樂史。真正的『民歌』須經過時代的考驗，所以那些歌充其量只能被稱作『校園小品』。」

### 參與社會運動及地方營造
邱晨離開丘丘合唱團後在台灣各處遊歷，因而開始關注社會議題。1986年，邱晨參與聲援犯下殺人案件的鄒族青年湯英伸，並在1987年於飛碟唱片發行具有「報導音樂」概念的專輯《特富野》，專輯部分歌詞採用了湯英伸本人的文字，部分則是採用了鄒族民謠。1986年，民進黨創立，邱晨與邱垂貞共同製作了民進黨黨旗歌〈綠色旗升上天〉，由邱晨負責編曲。1987年邱晨加入吳鎮坤創立的「大甲溪環保協會」，並於1989年創作〈大甲溪之歌〉，促進了馬鞍壩魚道的設置。1989年，邱晨為鄭南榕自焚事件寫下紀念歌〈南國的大榕樹〉。同年，邱晨參與策畫客家人第一次「還我母語運動」。1989年，邱晨應邱垂貞之邀重新編曲閩南語牽亡歌〈新牽亡歌〉諷刺當時以黨領政的國民政府，並於野百合學運(1990年3月)廣為傳唱。
1990年，邱晨舉家遷回故鄉東勢定居。1992年，以〈羊妹妹18歲〉展開客語歌曲的創作。1996年，邱晨赴加拿大陪大女兒邱安君讀大學。1999年，故鄉東勢遭逢921大地震造成嚴重傷亡，東勢本街有八成房屋倒塌或損毀，邱晨返鄉以位在本街的老家富山旅社作為據點，結合同好成立「台中縣東勢鎮愛鄉協進會」，並自創手染商品品牌「細手物染」，協助新住民學得一技之長。1998年，邱晨以無黨籍身分參選東勢鎮鎮長，結果未能當選。2002年，邱晨代表民進黨再次參選東勢鎮長，創作客語歌曲〈龍安橋之戀〉作為競選歌曲，但最後仍然競選失敗。

### 戲劇演出
2010年，邱晨參與客家電視台電視電影《春天愛唱歌》，本片為首齣以大埔腔發音的電視電影，邱晨飾演因兒子早逝而封閉自我的合唱團老師。2012年，他在客家電視台電視電影《老伴》中飾演一位失智父親。

### 逝世與悼念
2022年3月24日邱晨因肝硬化病逝，享壽72歲。曾為丘丘合唱團主唱的歌手金智娟在臉書發文哀悼表示「謝謝邱晨老師留下許多美好的作品」。邱晨的告別式於4月3日在東勢舉行，客家委員會主任委員楊長鎮出席並頒贈「客家委員會一等客家事務專業獎章及證書」及褒揚狀，文化部長李永得也出席並頒發褒揚狀。2022年第33屆金曲獎，邱晨與陳復明共同獲頒特別貢獻獎。

## 爭議

### 被指控涉及性侵實習生
2023年6月7日，臺灣MeToo風波期間，導演彭啟原在個人臉書發文指出，三十年前拍攝公視紀錄片節目的第三年，某知名歌手在某次夜間山區拍攝時，試圖性侵團隊中的一名大傳系實習女大學生未遂，至6月11日該女性當事人於個人臉書發文自我揭露當天被性侵的真實情況，指出犯人是邱晨，且性侵得逞。客家委員會原規劃於該年7月辦理邱晨紀念音樂會，於爭議爆發後宣布停辦。

## 個人專輯
- 《邱晨的季節》，四海唱片，1980年
- 《特富野》，飛碟唱片，1987年
- 《大雪山之歌》，行政院農業委員會林務局東勢林區管理處，2011年

## 代表作
- 〈小茉莉〉（包美聖演唱，收錄於1977年的《金韻獎紀念專輯》）
- 〈風！告訴我〉（陳明韶演唱，收錄於1978年的陳明韶專輯《傘下的世界》）
- 〈你在日落深處等我〉（包美聖演唱，收錄於1978年的包美聖專輯《妳在日落深處等我》）
- 〈看我！聽我！〉（包美聖演唱，收錄於1978年的包美聖專輯《妳在日落深處等我》）
- 〈就在今夜〉（收錄於1982年的丘丘合唱團的專輯《就在今夜》）
- 〈河堤上的傻瓜〉（收錄於1982年的丘丘合唱團的專輯《就在今夜》）
- 〈為何夢見他〉（收錄於1982年的丘丘合唱團的專輯《就在今夜》）
- 〈快樂的小雨滴〉（收錄於1986年的公益專輯《給他們開心》）
- 〈不戀你〉（1990年，原唱駱雨喬，粵語版由黎明翻唱；黃子佼重新填詞的版本〈陪你淋雨〉由吳宗憲、黃子佼演唱）

## 獎項紀錄
| 年份   | 頒獎典禮     | 獎項       | 結果 |
| ------ | ------------ | ---------- | ---- |
| 2022年 | 第33屆金曲獎 | 特別貢獻獎 | 獲獎 |